# Magnus Hielmgrehn
Magnus Hielmgrehn, född 1679 i Hjälmseryds församling, var en svensk lektor.

## Biografi
Magnus Hielmgrehn föddes 1679 i Hjälmseryds församling. Han var son till gästgivaren Johannes i Starrhult. Hielmgrehn blev 11 november 1689 student vid Växjö trivalskola och 1696 vid Växjö katedralskola. Han blev 1699 student vid Uppsala universitet. Hielmgrehn var 1700–1702 konsistorienotarie i Uppsala och blev 3 maj 1705 filosofie kandidat. Han avlade magisterexamen 28 maj 1707 och blev 1711 vice lektor i Växjö. År 1712 blev han gymnasieadjunkt och lektor i historia och moralfilosofie. Hielmgrehn blev 1721 förste teologie lektor och inträdde i Växjö domkapitel 15 oktober 1718.

### Familj
Hielmgrehn gifte sig med Helena Hammar. Hon var dotter till rektorn Christian Hammar och Vendela Osenhjelm. De fick tillsammans dottern Vendela Christina Hielmgrehn (född 1713) som var gift med kyrkoherden Clemens Helin i Gränna stad. De fick även dottern Anna Elisabet Hielmgrehn som var gift med kyrkoherden Erik Catonius i Ryssby församling.